# West Pioneer Glacier
West Pioneer Glacier är en glaciär i Kanada.   Den ligger i territoriet Nunavut, i den nordöstra delen av landet, 2 800 km norr om huvudstaden Ottawa. West Pioneer Glacier ligger 1 187 meter över havet.
Terrängen runt West Pioneer Glacier är bergig norrut, men söderut är den kuperad. Trakten runt West Pioneer Glacier är nära nog obefolkad, med mindre än två invånare per kvadratkilometer.. Det finns inga samhällen i närheten. 
Trakten runt West Pioneer Glacier är permanent täckt av is och snö.